# Noordelijk Film Festival
Het Noordelijk Film Festival is een filmfestival in Leeuwarden dat jaarlijks plaatsvindt in november. Het wordt georganiseerd door het Centrum voor Film in Friesland. Van 1976 tot en met 1988 vonden de eerste tien edities plaats onder de naam Fries Film Festival.
Stadsschouwburg De Harmonie heeft (met uitzondering van een paar keer) alle jaren als hoofdlocatie van het festival gediend. Na de realisatie van het nieuwe Fries Museum met daarin filmhuis Slieker Film is vanaf 2013 ook het filmhuis opnieuw festivallocatie.
Het festival is een van de langst bestaande filmfestivals van Nederland en trekt jaarlijks, geteld over vijf dagen, 20.000-30.000 bezoekers (afgezien van een dip vanwege corona).

## Programma
Sinds 2013 heeft het filmprogramma als hoofdthema ‘Noordse Focus’ met voornamelijk speelfilms en documentaires uit 'Groot Noord-Europa' (bedoeld zijn Scandinavië met Finland en IJsland, de Baltische staten, Nederland, het VK, Ierland en Canada). Het thema ‘Europa Panorama’ behelsde enkele jaren de cinematografische verbeelding van Europa. Naast het hoofdprogramma zijn er onder meer kinder- en jongerenprogramma’s (schoolvoorstellingen en filmprojecten van jongeren) en wordt er aandacht besteed aan nieuwe media. Films die een connectie hebben met Noord-Nederland krijgen een podium in het onderdeel ‘Noorderkroon’ met een aantal bijbehorende awards. Van 2013-2021 werden films vertoond in het kader van de competitie 48 Hour Film Project. Vaste onderdelen zijn de vertoningen van materiaal uit het Fries Film Archief en andere regionale filmarchieven, en randprogramma's met interviews, discussieprogramma's, workshops en muzikale optredens.
Sinds 1997 wordt er een publieksprijs uitgereikt.

## Interregio Competitie
Van 1997 tot 2011 was de Interregio Competitie een vast onderdeel van het programma. In dit programmaonderdeel werden bijzondere films getoond uit Europese regio's die net als Friesland hun culturele identiteit (en eventueel taal) levend willen houden. Het aantal deelnemende films varieerde van zes tot twaalf.
Een vakjury koos uit de selectie een winnaar, die de Mata d'Or ontving (een sculptuur, tevens het beeldmerk van het Noordelijk Film Festival) en een geldbedrag dat opliep van ƒ5.000 in het begin tot €10.000 bij de laatste keren. Het bedrag was geoormerkt voor de realisatie van nieuwe projecten.
In 2013 werd de Mata d'Or voor de laatste maal uitgereikt, deze keer aan filmmaker Pieter Verhoeff voor zijn hele oeuvre en voor de manier waarop hij het culturele klimaat in Nederland, en in Friesland in het bijzonder, heeft geïnspireerd.
De winnende film was in
- 1997 Savršeni krug [The Perfect Circle] van Ademir Kenovic (Bosnië/Frankrijk)
- 1998 Cesta pustym lesem [The way through the bleak woods] van Ivan Vojnár (Tsjechië)
- 1999 Ça commence aujourd'hui van Bertrand Tavernier (Frankrijk)
- 2000 Fruen på Hamre [The Lady of Hamre] van Katrine Wiedeman (Denemarken)
- 2001 The most fertile man in Ireland van Dudi Appleton (Noord-Ierland)
- 2002 Bloody Sunday van Paul Greenglass (Engeland/Ierland)
- 2003 Pismo do Amerika [Letter to America] van Iglika Triffonova (Bulgarije)
- 2004 Il Dono van Michelangelo Frammartino (Calabrië/Italië)
- 2006 Vremya zhatvy [Harvest Time] van Marina Razbezjkina (Rusland)
- 2007 Farväl Falkenberg [Falkenberg Farewell] van Jesper Ganslandt (Zweden)
- 2008 Kino Lika [The Lika Cinema] van Dalibor Matanic (Kroatië)
- 2009 Sonbahar [Autumn] van Özcan Alper (Turkije)
- 2010 Tilva Roš [Tilva Rosh] van Nikola Lezaic (Servië)
- 2011 Çoğunluk [Majority] van Seren Yüce (Turkije)

## Kroniek van enkele festivalfeiten
Bij de opgave van het aantal bezoekers werd in de eerste jaren niet gekeken naar het aantal films dat elke bezoeker had bezocht. Met ingang van 1997 worden alle bezoekers per voorstelling aangegeven.
| Edi-tie | Jaar | Data         | Aantal bezoekers          | Openingsfilm, regisseur                                                                                      | Favoriete publieksfilm, regisseur                                         |
| ------- | ---- | ------------ | ------------------------- | --- | ------------------------------------------------------------------------- |
| 1       | 1976 | 18-20 okt    | 2500, 2100                | Le Bonheur, Agnès Varda                                                                                      | ?                                                                         |
| 2       | 1978 | 20 en 21 okt | 2630                      | Maîtresse, Barbet Schröder                                                                                   | ?                                                                         |
| 3       | 1980 | 18 en 19 okt | 4000                      | Messidor, Alain Tanner                                                                                       | ?                                                                         |
| 4       | 1982 | 23 en 24 okt | 5000                      | Wagon Master, John Ford                                                                                      | ?                                                                         |
| 5       | 1983 | 23-25 sept   | 5500, 5000                | Ko To Tamo Peva [Wie zingt daar zo], Slobodan Sijan                                                          | ?                                                                         |
| 6       | 1984 | 21-23 sept   | > 5000                    | Cat People, Jacques Tourneur                                                                                 | ?                                                                         |
| 7       | 1985 | 27-29 sept   | 5000                      | Een dagje naar het strand, Theo van Gogh                                                                     | ?                                                                         |
| 8       | 1986 | 17-19 okt    | 'duizenden'               | Almost you, Adam Brooks                                                                                      | ?                                                                         |
| 9       | 1987 | 18-20 sept   | 4000                      | Mahlzeiten, Edgar Reitz                                                                                      | ?                                                                         |
| 10      | 1988 | 23-25 sept   | 5000                      | Babettes gæstebud [Babettes feest], Gabriel Axel                                                             | ?                                                                         |
| 11      | 1989 | 22-24 sept   | 4000                      | Blueberry Hill, Robbe De Hert                                                                                | ?                                                                         |
| 12      | 1990 | 14-16 sept   | 4000                      | Melancholia, Andi Engel                                                                                      | ?                                                                         |
| 13      | 1991 | 5-8 sept     | 2000                      | Flying Elephants, Stan Laurel & Oliver Hardy en The Kid, Charles Chaplin; met salonmuziek van orkest Max Tak | ?                                                                         |
| 14      | 1992 | 13-15 nov    | 1500                      | Utz, George Sluizer                                                                                          | geen enquête gehouden                                                     |
| 15      | 1993 | 5-7 nov      | 1800                      | Passion Fish, John Sayles                                                                                    | Trois Couleurs: Bleu, Krzysztow Kieslowski                                |
| 16      | 1994 | 4-6 nov      | 3300                      | Trois Couleurs: Rouge, Krzysztow Kieslowski                                                                  | ?                                                                         |
| 17      | 1995 | 10-12 nov    | 3000                      | Lisbon Story, Wim Wenders                                                                                    | Börn náttúrunnar [Children of nature], Fridrik Thor Fridriksson           |
| 18      | 1996 | 8-10 nov     | 3500, 5000                | Dead Man, Jim Jarmush                                                                                        | De nieuwe moeder, Paula van der Oest                                      |
| 19      | 1997 | 7-9 nov      | 6000, 6900                | Mrs. Brown, John Madden                                                                                      | The Full Monty, Peter Cattaneo                                            |
| 20      | 1998 | 12-15 nov    | 9000                      | The Mighty, Peter Chelsom                                                                                    | La vita è bella, Roberto Benigni                                          |
| 21      | 1999 | 11-14 nov    | 9000                      | The Straight Story, David Lynch                                                                              | Buena Vista Social Club, Wim Wenders                                      |
| 22      | 2000 | 9-12 nov     | 11.000                    | Billy Elliot, Stephen Daldry                                                                                 | Billy Elliot, Stephen Daldry                                              |
| 23      | 2001 | 8-11 nov     | 12.500                    | Le Fabuleux Destin d'Amélie Poulain, Jean-Pierre Jeunet                                                      | Le Fabuleux Destin d'Amélie Poulain, Jean-Pierre Jeunet                   |
| 24      | 2002 | 7-10 nov     | 16.000, 17.000            | Valentin, Alejandro Agresti                                                                                  | Valentin, Alejandro Agresti                                               |
| 25      | 2003 | 5-9 nov      | 23.000                    | Grimm, Alex van Warmerdam                                                                                    | Wilbur wants to kill himself, Lone Scherfig                               |
| 26      | 2004 | 10-14 nov    | 24.000                    | Gori vatra [Fuse], Pjer Zalica                                                                               | The motorcycle diaries, Walter Salles                                     |
| 27      | 2005 | 9-13 nov     | 26.000                    | The Syrian Bride, Eran Riklis                                                                                | Yasmin, Kenneth Glenaan                                                   |
| 28      | 2006 | 8-12 nov     | 27.000                    | The Queen, Stephan Frears                                                                                    | Efter brylluppet [After the wedding], Susanne Bier                        |
| 29      | 2007 | 7-11 nov     | 30.000                    | Hallam Foe, David Mackenzie                                                                                  | Vratné lahve [Empties], Jan Sverak                                        |
| 30      | 2008 | 5-9 nov      | 25.000                    | Wolke Neun, Andres Resen                                                                                     | Kirschblüten, Doris Dörrie                                                |
| 31      | 2009 | 11-15 nov    | 26.000                    | Das weiße Band, Michael Haneke                                                                               | Nothing Personal, Urszula Antoniak                                        |
| 32      | 2010 | 10-14 nov    | 23.000                    | Le quattro volte, Michelangelo Frammartino                                                                   | Majesteit, Peter de Baan                                                  |
| 33      | 2011 | 9-13 nov     | 23.500                    | Kongen av Bastøy [King of Devil’s island], Marius Holst                                                      | Hasta la vista, Geoffry Enthoven                                          |
| N..     | 2012 | 9-11 nov     | 1500                      | ?? | Yangon calling, Carsten Piefke                                            |
| 34      | 2013 | 6-10 nov     | 17.000                    | La grande bellezza, Paolo Sorrentino                                                                         | Het vonnis, Jan Verheyen                                                  |
| 35      | 2014 | 5-9 nov      | 20.000                    | Hross í oss [Of Horses and Men], Benedikt Erlingson                                                          | Brozer, Marijke de Jong; Før snøen faller [Before snowfall], Hisham Zaman |
| 36      | 2015 | 11-15 nov    | 20.000                    | Je suis mort mais j'ai des amis, Guillaume & Stéphane Malandrin                                              | Stille hjerte [Silent heart], Bille August                                |
| 37      | 2016 | 9-13 nov     | 21.500,                   | Magnus, Benjamin Ree                                                                                         | I, Daniel Blake, Ken Loach                                                |
| 38      | 2017 | 8-12 nov     | 22.500                    | Thelma, Joachim Trier                                                                                        | Borg/McEnroe, Janus Metz                                                  |
| 39      | 2018 | 5-11 nov     | 25.000                    | Gräns, Ali Abbasi                                                                                            | Heavy trip, Juuse Laatio en Jukka Vidgren                                 |
| 40      | 2019 | 6-10 nov     | 23.000                    | Nei de dûns, Rutger Veenstra (korte voorfilm); Swoon, Måns Mårlind en Björn Stein                            | Systemsprenger [System Crasher], Nora Fingscheidt                         |
| –       | 2020 | 11-15 nov    | afgelast vanwege covid-19 | gepland: Ser du månen, Daniel [Daniel], Niels Arden Oplev en Anders W. Berthelsen                            |                                                                           |
| 41      | 2021 | 10-14 nov    | 13.000                    | Silence of the tides, Pieter-Rim de Kroon                                                                    | Druk [Another Round], Thomas Vinterberg                                   |
| 42      | 2022 | 9-13 nov     | 16.000                    | The Banshees of Inisherin, Martin McDonagh                                                                   | Rose, Niels Arden Oplev                                                   |
| 43      | 2023 | 8-12 nov     | 22.000                    | Kuolleet lehdet [Fallen leaves], Aki Kaurismäki                                                              | Arctic Mirage, Jeroen van de Bovenkamp                                    |
| 44      | 2024 | 13-17 nov    | 23.000                    | Kneecap, Rich Peppiatt                                                                                       | A New Kind of Wilderness, Silje Evensmo Jacobsen                          |
| 45      | 2025 | 5-9 nov      |                           | |                                                                           |